# Янковский, Степан Григорьевич
Степа́н Григо́рьевич Янко́вский (8 августа 1922 — 17 сентября 1994) — участник Великой Отечественной войны, заместитель командира эскадрильи 6-го гвардейского отдельного штурмового авиационного полка 3-й воздушной армии 1-го Прибалтийского фронта, Герой Советского Союза.

## Биография
Родился 8 августа 1922 года в деревне Верх-Подъёмная (по другим сведениям — в селе Большая Мурта) Енисейской губернии, ныне Большемуртинского района Красноярского края, в крестьянской семье. Русский. Учился в красноярской школе № 20. После её окончания работал на железной дороге и одновременно учился в Красноярском аэроклубе.
В Красной Армии с 1940 года. В 1942 году окончил Краснодарское военное авиационное училище. На фронтах Великой Отечественной войны с мая 1943 года. Член ВКП(б)/КПСС с 1943 года.
Заместитель командира эскадрильи 6-го гвардейского отдельного штурмового авиационного полка (3-я воздушная армия, 1-й Прибалтийский фронт) гвардии старший лейтенант Степан Янковский к ноябрю 1944 года совершил на самолёте «Ил-2» сто двадцать два успешных боевых вылета на разведку и штурмовку войск противника, нанеся ему значительный урон в живой силе и боевой технике.
Указом Президиума Верховного Совета СССР от 23 февраля 1945 года за образцовое выполнение боевых заданий командования на фронте борьбы с немецко-фашистскими захватчиками и проявленные при этом мужество и героизм гвардии старшему лейтенанту Янковскому Степану Григорьевичу присвоено звание Героя Советского Союза с вручением ордена Ленина и медали «Золотая Звезда» (№ 4186).
После войны С. Г. Янковский продолжил службу в ВВС. В 1950 году он окончил Высшие офицерские лётно-тактические курсы и назначен начальником Томского аэроклуба ДОСААФ. С 1952 года был начальником Красноярского аэроклуба ДОСААФ СССР. Полковник в отставке Янковский С. Г. жил в городе Красноярске. Скончался 17 сентября 1994 года. Похоронен в Красноярске на Аллее Славы кладбища Бадалык.

## Награды
Награждён орденом Ленина, двумя орденами Красного Знамени, орденом Александра Невского, двумя орденами Отечественной войны 1-й степени, орденами Отечественной войны 2-й степени, Красной Звезды, «Знак Почёта», медалями.

## Память
Его имя носит улица в Красноярске.